# Villa O'Higgins
Villa O'Higgins è un paese (aldea) di circa 400 abitanti nella regione di Aysén, nel sud del Cile. Punto di arrivo della Carretera Austral, è il capoluogo del comune di O'Higgins e si trova a poca distanza dal confine argentino. Prende il nome da Bernardo O'Higgins.
Prima dell'arrivo dei colonizzatori europei, il territorio era abitato dagli Alacaluf. I primi coloni si insediarono nel 1903, ma la località venne ufficialmente fondata soltanto nel 1965.
Nel 2007 è stata al centro di un curioso incidente tra il governo cileno e Google: il software Google Earth, infatti, indicava la località come argentina anziché cilena, spingendo così il governo ad intervenire ufficialmente.

## Storia
Villa O'Higgins ebbe origine con la morte del tenente dei Carabineros de Chile Hernán Merino Correa, avvenuta nel 1965 per mano di militari argentini che sconfinarono nella parte del territorio cileno ancora contesa con l'Argentina. Il tenente Merino, dopo molti giorni di viaggio a cavallo e a dorso di mulo, giunse nella zona con la sua pattuglia per verificare la denuncia di sconfinamento segnalata da alcuni abitanti del luogo.
All'arrivo sul posto tentò di mediare per una rimpatriata dei militari argentini i quali cominciarono a sparare. Così ordinò ai suoi uomini di cercare riparo perché, essendo agenti di polizia, non avevano ricevuto un addestramento al combattimento che avrebbe potuto permettere loro di difendersi. Ordinò anche di non retrocedere dalla posizione e per questo fu colpito da una raffica di mitragliatrice che lo uccise. I suoi uomini resistettero per alcune ore ma, alla fine, avendo esaurito le munizioni, furono catturati.
Questo avvenimento ebbe un forte impatto sull'opinione pubblica cilena e portò alla fondazione di Villa O'Higgins per garantire la sovranità cilena nella regione e permettere l'insediamento di coloni. Il popolamento della zona cominciò nei primi anni del 1970, inizialmente da parte di giovani ufficiali e sottufficiali dei Carabineros de Chile e delle loro famiglie, ed in seguito da parte di altri dipendenti pubblici.

## Collegamenti
È l'ultima località urbanizzata raggiunta dalla Carretera Austral. Nel 1992 iniziarono i lavori di costruzione del tronco che collega Puerto Yungay al paese. Dopo sette anni di lavori il tronco stradale è stato aperto al traffico. Questo ha permesso di migliorare ulteriormente i servizi essenziali della zona. Il paese si trova a 530 km a sud della città di Coyhaique ed a 230 km a sud della città di Cochrane. Non è ancora servito dalla telefonia mobile.

## Fauna
Nei dintorni del paese è possibile incontrare diverse specie di animali selvatici, soprattutto l'Hippocamelus bisulcus, che scende dalle Ande durante l'inverno alla ricerca di cibo. Lo si può vedere anche lungo la Carretera Austral.

## Economia

### Turismo
La località di Villa O'Higgins possiede numerose attrazioni naturalistiche, come il Lago O'Higgins, dal quale nasce il Fiume Pascua, che si trova a poche chilometri dal centro del paese.